# Gibson Flying V
 (juin 2025).
Si vous disposez d'ouvrages ou d'articles de référence ou si vous connaissez des sites web de qualité traitant du thème abordé ici, merci de compléter l'article en donnant les références utiles à sa vérifiabilité et en les liant à la section « Notes et références ».
La Gibson Flying V est une guitare électrique de type corps plein (solid body), c'est-à-dire ne possédant pas de caisse de résonance.
Elle est produite pour la première fois en 1958 par la firme américaine Gibson. Toutefois les premiers prototypes datent de 1957.

## Histoire
Après la réalisation de prototypes en acajou, qui sont jugés trop lourds, la première série de la Gibson Flying V est constituée d'un corps en deux pièces de limba, un bois africain plus léger et d'apparence proche bien que plus claire, et apparaît en 1958. Le modèle ne rencontre pas un grand succès au départ et est même retiré du marché vers la fin de l'année 1959. C'est seulement à partir de 1966, après l'introduction au catalogue d'un nouveau modèle en acajou que la Flying V connaît un regain de popularité, notamment grâce à des guitaristes comme Albert King ou Jimi Hendrix, qui l'adoptent en raison de son look original et pour sa jouabilité ambidextre, tous deux étant gauchers.
Entre 1966, date de la première réédition, et aujourd'hui, de nombreux modèles sont commercialisés. Le modèle est utilisé par des guitaristes prestigieux comme Richie Sambora, Randy Rhoads, Andy Powell, Carlos Santana, Eddie Hazel, Eddie Van Halen, Jimi Hendrix, Zakk Wylde, Pete Townshend, Michael Schenker, Rudolf Schenker, K. K. Downing, Wolf Hoffmann, James Hetfield, Kirk Hammett, Keith Richards, Kai Hansen Robb Flynn et Lenny Kravitz, Michael Weikath, Peter Wells, Dave Mustaine, Kerry King et Chris Spedding notamment.

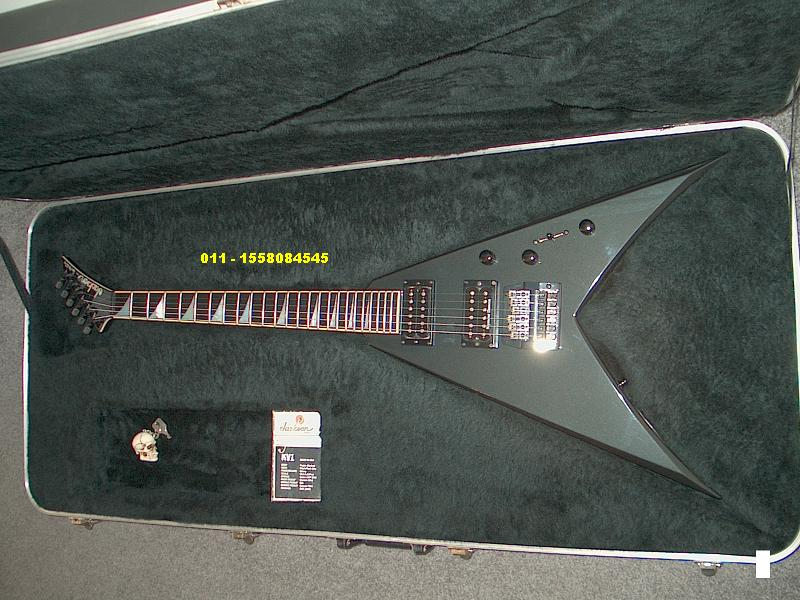
Jackson King V, guitare s'inspirant des formes de la Flying V.

La forme de la Gibson Flying V est reprise par de nombreuses marques, parmi lesquelles Dean Guitars, Ibanez, ESP, Jackson (Randy Rhoads et King V), Hondo H767 ou encore B.C. Rich. Cependant, contrairement à la King V (ci-contre), la Randy Rhoads a un corps asymétrique.